# Lailat ar-raghā'ib
Die Lailat ar-raghā'ib (arabisch ليلة الرغائب, DMG lailat ar-raġāʾib ‚Nacht der Wünsche‘) ist eine Nacht, der im sufisch geprägten Islam große Bedeutung zugemessen wird. Sie ist die Nacht, die dem ersten Freitag des islamischen Monats Radschab vorausgeht. Heute wird sie vor allem in den turksprachigen Ländern der islamischen Welt gefeiert. Auf Türkisch wird sie Regâib gecesi oder Regâib kandili genannt.
Grundlage der Raghā'ib-Bräuche ist ein Hadith, den al-Ghazālī (gest. 1111) in seinem Werk Iḥyāʾ ʿulūm ad-dīn („Wiederbelebung der Religionswissenschaften“) anführt. Demnach ist es besonders verdienstvoll, den Tag vor dieser Nacht mit Fasten zu verbringen und in der Nacht selbst das sogenannte Wünsche-Gebet (ṣalāt ar-raġāʾib) zu verrichten, das aus zwölf Gebetszyklen besteht und zahlreiche zusätzliche Formeln umfasst. Demjenigen, der dieses Gebet vollzieht, sollen alle Sünden vergeben werden, ganz gleich wie zahlreich sie sind. Al-Ghazālī berichtet, dass dieses Gebet zu seiner Zeit bei der muslimischen Bevölkerung von Jerusalem sehr populär war. Der hanbalitische Gelehrte Ibn al-Dschauzī (gest. 1201) hat diese Tradition jedoch als „erfunden“ zurückgewiesen und die Vermutung geäußert, dass sie der mekkanische Sufi Ibn Dschahdam (gest. 1024) in die Welt gesetzt habe.
Im frühen 13. Jahrhundert fand in Damaskus zwischen den beiden Gelehrten ʿIzz ad-Dīn Ibn ʿAbd as-Salām (gest. 1262) und Ibn as-Salāh (gest. 1245) eine öffentliche Debatte über das Raghā'ib-Gebet statt, bei der ersterer diesen Brauch als Bidʿa brandmarkte, letzterer ihn hingegen für zulässig erklärte. Da die meisten zeitgenössischen Gelehrten ʿIzz ad-Dīn Recht gaben, verbot der aiyubidische Sultan al-Malik al-Kāmil die Abhaltung des Raghā'ib-Gebets in den Moscheen. Die Texte, die die beiden Gelehrten im Zusammenhang mit der Debatte abfassten, wurden 1960 von Muhammad Nāsir ad-Dīn al-Albānī und Muhammad asch-Schāwīsch herausgegeben.
Besonders feierlich wurde später die Raghā'ib-Nacht im Osmanischen Reich begangen. Der osmanische Gelehrte Mollā Fenārī (gest. 1430) verfasste im 15. Jahrhundert eine Abhandlung, in der er die Raghā'ib-Bräuche verteidigte. Außerdem verbreitete sich im Osmanischen Reich die Auffassung, dass in dieser Nacht Āmina bint Wahb, die Mutter des Propheten, erkannte, dass sie einen Propheten zur Welt bringen werde. Des Weiteren wurde es schon vor 1588 zu einem allgemein üblichen Brauch, in der Raghā'ib-Nacht die Minarette zu erleuchten. Ab dem 18. Jahrhundert wurden für die Raghā'ib-Nacht spezielle Lobgedichte auf den Propheten verfasst, die mit Musikbegleitung vorgetragen wurden. Diese Lobgedichte wurden Regaibiyye genannt. Die bekannteste Regaibiyye war der von Selahaddin Uşşakī (gest. 1783) verfasste Masnawī Matlau'l-fecr.
Die Regâib gecesi gilt auch heute noch in der Türkei als eine besonders gesegnete Nacht. Ihre eigentliche Bedeutung nach heutigem türkischen Verständnis liegt in der Erinnerung an die Empfängnis der Mutter Mohammeds. Man verbringt die Nacht mit Gebeten, Bitten um Sündenvergebung und Koranlesungen.